# 基金霍斯 (蒙大拿州)
基金霍斯（英語：Kicking Horse）是位於美國蒙大拿州萊克縣的普查規定居民點。

## 人口
根據2020年美國人口普查的數據，基金霍斯的面積為9.21平方千米，當中陸地面積為6.26平方千米，而水域面積為2.95平方千米。當地共有人口76人，而人口密度為每平方千米8.25人。